# 山斑马
山斑馬（學名：Equus zebra）是现存的三种斑马之一，有两个亚种，分別是哈特曼山斑馬和海角山斑馬。本種產量少，且分布不廣，主要分布於非洲的西南部地區，如南非、納米比亞和安哥拉。

## 保護
山斑馬目前被國際自然保護聯盟（IUCN）列為易危物種。海角山斑馬被狩獵到幾乎滅絕。在1930年代，數量減少到大約100隻。不過持續不斷強而有力的保育手段，成功阻止數量的下降，並且在1998年，海角山班馬的數量，估計已經增加到約1200隻，大約540隻在國家公園，490隻在國家自然保護區，並且有165隻在其它保護區。但是由於保育成功，野外的數量已經增加到大約2700隻。
儘管山班馬的兩個亞種，現在已在國家公園被保護，牠們仍然受到威脅。目前已經為牠們建立了“歐洲動物園瀕危物種計劃”和合作管理全世界動物園裡的數量。

### 延伸閱讀
- Duncan, P. (ed.). 1992. Zebras, Asses, and Horses: an Action Plan for the Conservation of Wild Equids. IUCN/SSC Equid Specialist Group. IUCN, Gland, Switzerland.
- Moelman, P.D. 2002. Equids. Zebras, Assess and Horses. Status Survey and Conservation Action Plan. IUCN/SSC Equid Specialist Group. IUCN, Gland, Switzerland.（http://www.iucn.org/themes/ssc/pubs/sscaps.htm#Equids2002） （页面存档备份，存于）
- Hrabar, H. & Kerley, G.I.H. 2009. Cape Mountain Zebra 2009 Status Report. Centre for African Conservation Ecology Report 59:1-15.

## 外部連結
- 生物多樣性網－Equus zebra（英文）